# 7-es busz (Pécs, 1987–2013)
A pécsi 7-es jelzésű autóbusz Megyer és a belváros kapcsolatát hurokjáratként látta el. A végállomásról elindulva – a kertvárosi járatok közül – a leggyorsabban, 12 perc alatt érte el a távolsági autóbusz-állomást, majd érintve az Árkád megállót továbbhaladt a Főpályaudvar felé, onnan az eredeti útvonalon, 35 perc alatt visszatért Kertvárosba. Reggel 10 percenként közlekedett, a délutáni csúcsidőben pedig 10 percenként, egybefonódva a 71-es és 72-es járatokkal.
A 7-es járat 35 perc alatt tette meg a 11,4 km-es kört.

## Története
1981. szeptember 1-jén indult el az akkor még 47-es járat az 1979. december 6-án átadott Nevelési Központból a belvárosba a 16-oshoz (ma 6-os) hasonlóan hurok járat formájában. Különbség csak a kertvárosi útvonalban mutatkozott meg, míg a 47-es a Nevelési Központból a mostani Aidinger út felé vette az irányt, a 16-ossal ellentétben már akkor is a temető felé járt. 1987. január 1-jétől új számozási rendszer keretén belül kapta a 7-es jelzést. 2006. szeptember 1-jétől kertvárosi végállomását a Sztárai Mihály útra helyezték át. 2013. június 17-én megszűnt, a 71-es, 71Y, 72-es, 73-as és 73Y járat pótolta.

## Útvonala
| Kertváros – Aidinger János utca – Árkád – Főpályaudvar – Aidinger János utca – Kertváros: | Kertváros – Aidinger János utca – Árkád – Főpályaudvar – Aidinger János utca – Kertváros:   | Kertváros – Aidinger János utca – Árkád – Főpályaudvar – Aidinger János utca – Kertváros: |
| ----------------------------------------------------------------------------------------- | ------------------------------------------------------------------------------------------- | ----------------------------------------------------------------------------------------- |
| - Kertváros - Sztárai Mihály út - Aidinger János utca - Maléter Pál út - Siklósi út       | - Alsómalom utca - Rákóczi út - Szabadság út - Indóház tér - Vasút utca - Kálvin János utca | - Siklósi út - Maléter Pál út - Aidinger János utca - Sztárai Mihály út - Kertváros       |

## Megállóhelyei
| sz. | megállóhely neve   | menetidő (perc) | intézmények                                                             |
| --- | ------------------ | --------------- | ----------------------------------------------------------------------- |
| 0   | Kertváros          | 0               |                                                                         |
| 1   | Sztárai Mihály út  | 2               | Árpád Fejedelem Gimnázium és Általános Iskola                           |
| 2   | Aidinger J. út     | 3               |                                                                         |
| 3   | Maléter Pál út II. | 4               |                                                                         |
| 4   | Temető déli kapu   | 6               | Temető, Park Center                                                     |
| 5   | Temető északi kapu | 7               | Temető, Honvéd kórház                                                   |
| 6   | Béke utca          | 9               | Interspar                                                               |
| 7   | Bőrgyár            | 10              | Bőrgyár, Pannon Volán telephely                                         |
| 8   | Autóbusz-állomás   | 12              | Távolsági autóbusz-állomás, Árkád, Vásárcsarnok                         |
| 9   | Árkád              | 15              | Árkád, Konzum áruház, Anyakönyvi Önkormányzat, APEH, Skála, Kossuth tér |
| 10  | Zsolnay-szobor     | 18              | Postapalota, OTP, ÁNTSZ, Megyei Bíróság, Zsolnay-szobor                 |
| 11  | Főpályaudvar       | 20              | Vasútállomás, MÁV Területi Igazgatósága, Autóbusz-állomás               |
| 12  | Bőrgyár            | 22              | Bőrgyár, Pannon Volán telephely                                         |
| 13  | Béke utca          | 24              | Interspar                                                               |
| 14  | Temető északi kapu | 26              | Temető, Honvéd kórház                                                   |
| 15  | Temető déli kapu   | 28              | Temető, Park Center                                                     |
| 16  | Maléter Pál út II. | 29              |                                                                         |
| 17  | Aidinger J. út     | 31              |                                                                         |
| 18  | Sztárai Mihály út  | 33              | Árpád Fejedelem Gimnázium és Általános Iskola                           |
| 19  | Kertváros          | 35              |                                                                         |